# Fieldon (Illinois)

Położenie na mapie hrabstwa Jersey

Fieldon – wieś w Stanach Zjednoczonych, w stanie Illinois, w hrabstwie Jersey.